# Karl Hauss
Karl Hauss, connu aussi sous les noms de Karl Hauß, Jean-Charles Reinhard Hauss, né le 3 janvier 1871 à Brumath et mort le 30 janvier 1925 à Strasbourg, est un homme politique allemand de l'Elsaß-Lothringische Zentrumspartei et un secrétaire d’Etat au ministère de l’Alsace-Lorraine de l’Empire allemand.

## Biographie
Karl Hauss est le fils d'un infirmier. Après avoir terminé l'école primaire, il a fréquenté diverses écoles catholiques à Strasbourg puis le lycée épiscopal Saint-Etienne. De 1885 à 1888, il fréquente l'école africaine de Clermont-Ferrand. Karl Hauss poursuit son éducation par un apprentissage dans une banque et effectue son service militaire en 1890/91. Il évolue ensuite dans les chemins de fer impériaux en Alsace-Lorraine.

### Carrière politique et journalistique
Karl Hauss soutient le candidat du centre Paul Müller-Simonis, prêtre et journaliste, aux élections du Reichstag en 1893. Il se fait remarquer en s'opposant au chef de la police qui a interdit l'association étudiante catholique Fedelta, ce qui a entraîné le licenciement de ce dernier. Karl Hauss perd également son emploi dans les chemins de fer.
De 1894 à 1900, Karl Hauss travaille pour Der Elsässer, le plus grand quotidien catholique d'Alsace. Il devient rédacteur en chef de l'Elsässische Volksbote de Nicolas Delsor en 1900 .
De 1898 à 1918, il est député au Reichstag au parti du centre, député au Landesausschus (« l'Assemblée régionale »), puis au Landtag d'Alsace-Lorraine.

### L'incident de Saverne
Lors de l'incident de Saverne, cette crise politique intérieure survenue dans l' Empire allemand à la fin de 1913, liée à l'insulte faite aux recrues alsaciennes à Saverne par le lieutenant Günther von Forstner. Karl Hauss, accompagné de deux autres députés du Reichstag, ont exigé la tenue d'un débat sur les structures militaristes de la société allemande et la position de la direction du Reich par rapport à l'empereur Guillaume II. L'affaire n'a pas seulement tendu les relations entre le Reichsland Alsace-Lorraine et le reste du Reich allemand, mais elle a également conduit au déclin de la réputation de l'empereur.

### Promotion au poste de secrétaire d'État à l'Alsace-Lorraine
En octobre 1918, il devient le dernier secrétaire d'Etat au ministère d'Alsace-Lorraine, à la suite de Georg von Tschammer et Quaritz. Il échouera dans sa tentative d'obtenir une majorité pour son gouvernement au parlement de l'Etat. Karl Hauss démissionne le 10 novembre 1918, soit deux jours avant qu'une Alsace-Lorraine souveraine ne soit proclamée après la fin de la Première Guerre mondiale le 12 novembre 1918.
Les nouveaux dirigeants français n'ont imposé aucune sanction lors de la commission de triage. Cependant Karl Hauss se retire de la vie politique.

### Vie culturelle
En parallèle, Karl Hauss est l'auteur de nombreuses pièces de théâtre.
Il est l'un des cofondateurs du théâtre alsacien de Strasbourg inauguré le 2 octobre 1898, avec Gustave Stoskopf, Julius Greber et Ferdinand Bastian. D'r Fritz, l'adaptation par Karl Hauss de l'ouvrage d'Erckmann-Chatrian est programmée à cette occasion. Le théâtre alsacien de Strasbourg est créé afin de promouvoir les traditions alsaciennes et son dialecte. Pendant la Seconde Guerre mondiale, il est interdit pendant l'annexion de l'Alsace. De nos jours, le théâtre alsacien est toujours en activité, il propose des représentations très variées.

### Œuvres
- (de) Karl Hauss, Der Weg Elsass-Lothringens zur Verfassung, t. 1, 1911, 469 p.
- (de) Karl Hauss, Der Weg Elsass-Lothringens zur Verfassung, t. 2, 1914, 468 p.

- (de) Karl Hauss, Zur Frage der Gehaets reform der katholischen Geistlichkeit / Ein Wort der verkidigung, 1913

#### Pièces de théâtre
- (de) Charles Hauss, Danneholz. Wihnachts-Stimmung bild in einen Uffzug in Strossburjer Ditsch, Schlesier & Schweikhardt, 1899, 26 p. disponible à la lecture à la médiathèque André Malraux de Strasbourg[7]
- (de) Charles Hauss, Eulogius Schneider. Vadderländischs Schauspiel, Ludolf Beust, 1903, 111 p. disponible à la lecture à la médiathèque André Malraux et à la bibliothèque nationale et universitaire de Strasbourg [8],[9]
- D'r Ami Fritz et D'Rantzau adaptations des pièces d'Erckmann-Chatrian traduites par Charles Hauss